# بيرني شيرير
بيرني شيرير (بالإنجليزية: Bernie Scherer)‏ هو لاعب كرة قدم أمريكية أمريكي، ولد في 28 يناير 1913 في سبنسر في الولايات المتحدة، وتوفي في 17 مارس 2004 في سن في الولايات المتحدة.

## وصلات خارجية
- بيرني شيرير على موقع مرجع كرة القدم المحترفة.كوم (الإنجليزية)